# Chiesa del Santissimo Salvatore (Castelnuovo Val di Cecina)
La chiesa del Santissimo Salvatore si trova a Castelnuovo di Val di Cecina, in provincia di Pisa.

## Descrizione e storia
Originariamente la chiesa era suffraganea della pieve a Morba, situata nelle vicinanze degli omonimi bagni.
Nel secolo VI, i santi Giusto e Clemente, provenienti da Populonia, giunsero a Volterra transitando per queste terre. Nei luoghi in cui attualmente sorgono le rare chiese a loro dedicate, in passato erano presenti primitive sedi cristiane, anche d'epoca apostolica, nonché importanti "spedali", dove sostavano i "romei", ovvero i pellegrini diretti a Roma. Secondo l'ipotesi di don Mario Bocci, sarebbe confermata l'antica voce popolare, secondo la quale san Pietro sarebbe transitato fisicamente per queste terre più di una volta: nei luoghi del suo passaggio i fedeli edificavano chiese a lui dedicate; laddove invece sostava più a lungo, nascevano chiese intitolate al santissimo Salvatore, cioè a Gesù Cristo stesso, da Pietro diffusamente predicato.
L'epoca di costruzione dell'attuale chiesa madre non è certa, ma avvenne probabilmente tra la fine del XI e i primi anni del XII secolo, all'interno di un nucleo abitato e incastellato denominato "Castronovo".